# Каннський кінофестиваль 2010

Офіційний плакат 63-го Каннського кінофестивалю

63-й Каннський кінофестиваль — міжнародний кінофестиваль, який проходив з 12 по 23 травня 2010 року у французькому місті Канни.

## Історія

### Афіша фестивалю
Офіційний плакат 63-го Каннського кінофестивалю створила Аннік Дюрбан на основі фотографії Жульєт Бінош, зробленої Брижітт Лакобм.

## Журі

### Основний конкурс
Склад Міжнародного журі:
- Тім Бартон ( США) президент журі
- Альберто Барбера ( Італія)
- Кейт Бекінсейл ( США)
- Еммануель Каррер ( Франція)
- Бенісіо дель Торо ( США)
- Александр Депла ( Франція)
- Віктор Ерісе ( Іспанія)
- Шекхар Капур ( Індія)
- Джованна Мецоджорно ( Італія)

### «Сінефондасьйон»і короткий метр
Головою журі цих двох програм був Атом Еґоян, канадський режисер вірменського походження. Склад журі:
- Еммануель Дево ( Франція)
- Карлос Дієґес ( Бразилія)
- Дінара Друкарова ( Росія)
- Марк Реча ( Іспанія)

### «Особливий погляд»
Очолила журі програми «Особливий погляд» видатна французька кіномисткиня Клер Дені. Члени журі:
- Патрік Ферла ( Швейцарія)
- Кім Дон Хо ( Південна Корея)
- Гелена Ліндблад ( Швеція)
- Серж Тубіана ( Франція)

### «Золота камера»
Ґаель Ґарсія Берналь головував у складі журі «Золотої камери», до якого також входили:
- Стефан Бріз ( Франція)
- Жерар де Баттіста ( Франція)
- Дідьє Діас ( Франція)
- Шарлотт Ліпінска ( Франція)